# صوفان (الرقة)
صوفان قرية سورية تتبع ناحية سلوك في منطقة تل أبيض في محافظة الرقة. بلغ عدد سكانها 57 نسمة في عام 2004 حسب إحصاء المكتب المركزي للإحصاء.